# Grad Klevevž
Grad Klevevž (nemško Klingenfels) je dal leta 1265 po odobritvi vojvode Ulrika III. Spanheimskega na skali na levem bregu potoka Radulja na Dolenjskem sezidati freisinški škof Konrad, prvič pa je izrecno omenjen šele leta 1306 kot Castrum Chlingenuelz.

## Zgodovina gradu
Prvotni grad je bil sprva zgolj štirioglati stolp, skozi zgodovino pa je bil večkrat obnovljen in prezidan. Klevevški gospodje so v pisnih virih prvič omenjeni leta 1267. Leta 1362 je vojvoda Rudolf Habsburški zastavil Klevevž Viljemu Rajhenburško-Šperenberškemu. Leta 1412 je nato freisinški škof Herman Celjski grad predal svojemu očetu Hermanu II.. Za Celjske so z gospostvom upravljali različni oskrbniki. Leta 1426 je bil oskrbnik Jurij Mindorfer.  Po izumrtju Celjskih so Klevevž spet pridobili freisinški škofje, ki so na gradu imeli oskrbnika. Med letoma 1469 in 1483 je bil oskrbnik baron Gašpar Črnomaljski.  Kdaj natančno je bilo okoli gradu zgrajeno obzidje ni znano, verjetno pa je moralo biti zgrajeno že pred letom 1449, ko je bil postavljen tudi stanovanjski objekt s kapelo, saj so v letih 1475 in 1476 so Klevevž  neuspešno oblegali Osmani. Leta 1479 naj bi grad zavzel ogrski kralj Matija Korvin, po njegovi smrti pa ga je prevzel cesar Friderik III. Njegov sin Maksimiljan je posestvo kasneje zopet vrnil freisinškim škofom. Habsburžani so leta 1510 podelili Juriju Thurnu klevevško gospostvo v fevd, nato so z gospostvom kot zakupniki ali lastniki upravljali različni gospodje. Klevevško gospostvo je leta 1622 kupil Jurij Moscon, ki je bil takrat lastnik Šrajbarskega turna pri Krškem, s čimer je freisinška škofija po več sto letih izgubila klevevško posest. Posest je s poroko kasneje iz lasti Moškonov prešla na Ivana Jurija plemenitega Pallenburga. Zaradi sporov v rodbini Pallenburg se je gospostvo v tem času razdelilo na tri dele. Dve tretjini posestva je leta 1676 kupil Janez Marija Strassol, ki ga je nato leta 1693 prodal stiškemu samostanu. Ta je od drugih dedičev odkupil tudi preostalo klevevško posest in jo ponovno združil. Posest Klevevž z gradom vred je stiški samostan leta 1718 prodal kostanjeviškemu samostanu. Leta 1794 je po ukinitvi kostanjeviškega samostana posestvo prešlo v last verskega sklada, leta 1807 pa ga je od sklada kupil baron Franc Ksaver Schweiger Lerchenfeld z Otočca. Posestvo je po njegovi smrti podedoval sin Anton. Ta je grad s pripadajočim posestvom leta 1823 skupaj z graščino Zbure prodal na tomboli. Novi lastnik je postal Ludvik Jožef Jombart. Klevevž je ostal v lasti rodbine Jombart do leta 1898, ko je s poroko Jombartove pravnukinje Gabrijele pripadel Antonu Ulmu. Grad je po izbruhu druge svetovne vojne postal last nemškega rajha, zato so ga leta 1942 požgali partizani. Danes je od klevevškega posestva ohranjenega le še nekaj grajskega zidu nad brzicami Radulje, gospodarska poslopja in ostanki parka. Ob vodnem zbiralniku na vznožju slapov Radulje oz. izvira-naravne toplice Klevevž je dobro ohranjen nekdanji grajski mlin, ki pa ne obratuje več.